# Clone High
Clone High ist eine animierte Science-Fiction-Sitcom für Erwachsene von Phil Lord, Christopher Miller und Bill Lawrence, die am 2. November 2002 im Late-Night-Programmblock The Detour On Teletoon des kanadischen Kabelsenders Teletoon Premiere hatte. Sie spielt an einer von Klonen bevölkerten High School. Nachdem die Serie zunächst nach einer Staffel wieder eingestellt worden war, entstand ab 2023 eine Fortsetzung der Serie mit zwei weiteren Staffeln beim Streamingdienst Max.

## Handlung
Clone High spielt an einer High School in der fiktiven Stadt Exclamation in den USA, die heimlich als aufwändiges militärisches Experiment durchgeführt wird, das von einer Regierungsbehörde namens Secret Board of Shadowy Figures orchestriert wird. Die Schule wird ausschließlich von Klonen berühmter historischer Persönlichkeiten bevölkert, die in den 1980er Jahren geschaffen und mit der Absicht aufgezogen wurden, ihre unterschiedlichen Stärken und Fähigkeiten dem US-Militär zunutze zu machen. Der Rektor der High School, Cinnamon J. Scudworth, hat seine eigenen Pläne für die Klone und versucht heimlich, die Wünsche des Vorstands zu untergraben (Scudworth möchte die Klone nutzen, um einen Vergnügungspark mit Klon-Thema zu errichten, der den Namen „Cloney Island“ trägt ", eine entschieden weniger böse Absicht als die des Vorstands). Er wird von seinem Roboter-Butler/Vizedirektor/Luftentfeuchter, Mr. Butlertron (eine Parodie auf Mr. Belvedere), unterstützt, der so programmiert ist, dass er jeden „Wesley“ nennt und in drei verschiedenen Betonungen spricht. Die Hauptprotagonisten von Clone High sind die Klone von Abe Lincoln, Jeanne d’Arc und Gandhi. Ein Großteil der Handlung der Serie dreht sich um die Versuche von Abe, den eitlen und promiskuitiven Klon von Kleopatra zu umwerben, ohne sich der Tatsache bewusst zu sein, dass seine Freundin Jeanne d’Arc sich zu ihm hingezogen fühlt. Unterdessen versucht auch JFKs Klon, ein machohafter, narzisstischer Frauenheld, Kleopatra für sich zu gewinnen und pflegt eine langjährige Rivalität mit Abe. Gandhi fungiert in vielen Episoden als komisches Relief. Auch bei einigen Gelegenheiten lernen die Charaktere, die wir sehen, die meisten „Lektionen fürs Leben“ auf die harte Tour.